# Багатофункціональний комплекс «Брама»
«Брама» — майбутній 54-поверховий Дніпровський хмарочос, що мав стати найвищим хмарочосом України[джерело?].

## Опис
За даними архітектора Тимофія Просвєтова, до комплексу входитимуть «Брама», 18-поверховий торгово-діловий центр «Перехрестя», ТЦ «Платформа», п'ятиповерховий «Зигзаг» і триповерховий «Клин», відданий під комплекс живлення. «Платформа» має стати одноповерховою будівлею, на рівні другого поверху, під якою розміщується паркінг. На паркінг розраховано також частину комплексу «Зигзаг», де два рівні займають ресторани швидкого харчування, а два поверхи віддано під торгові площі.
Починаючи з сьомого поверху — житло на 764 квартири площею від 50 до 200 м². На даху «Зигзага» і «Перехрестя» розмістять зелені сади і дитячі майданчики.

## Історія
Влітку 2007-го почато підготовку будмайданчику. Проєкт допрацьовували, а початок будівництва час від часу переносили. На початку 2009 року почалася підготовка до спорудження чотириповерхової будівлі «Клин», що стала першою чергою комплексу. На місці майбутнього ТЦ «Перехрестя» було облаштовано парковку. Завершення будівництва було перенесено на 2016 рік.
Навесні 2010-го почали зводити Клин, також було вирішено збудувати на місці майбутнього хмарочосу тимчасові торгові павільйони і перенести початок його будівництва. Тимчасові будівлі було відкрито у грудні 2010, «Клин» — у квітні 2011.
Початок будівництва «Перехрестя» було заплановано на весну 2013 року, але пізніше перенесли на рік вперед. Взимку територію майбутнього будівництва було розчищено, після цього почали бити палі. Проте через ситуацію в країні будівництво зупинилося у жовтні і будмайданчик знову почали використовувати як парковку.
У 2015—2016 роках на місці Перехрестя зібрали тимчасовий ТЦ «Кубометр» з контейнерів. Він працював там декілька років, поки не був розібраний в березні 2020 року. У квітні почали будувати Перехрестя за оновленим проєктом.